# 農奴制

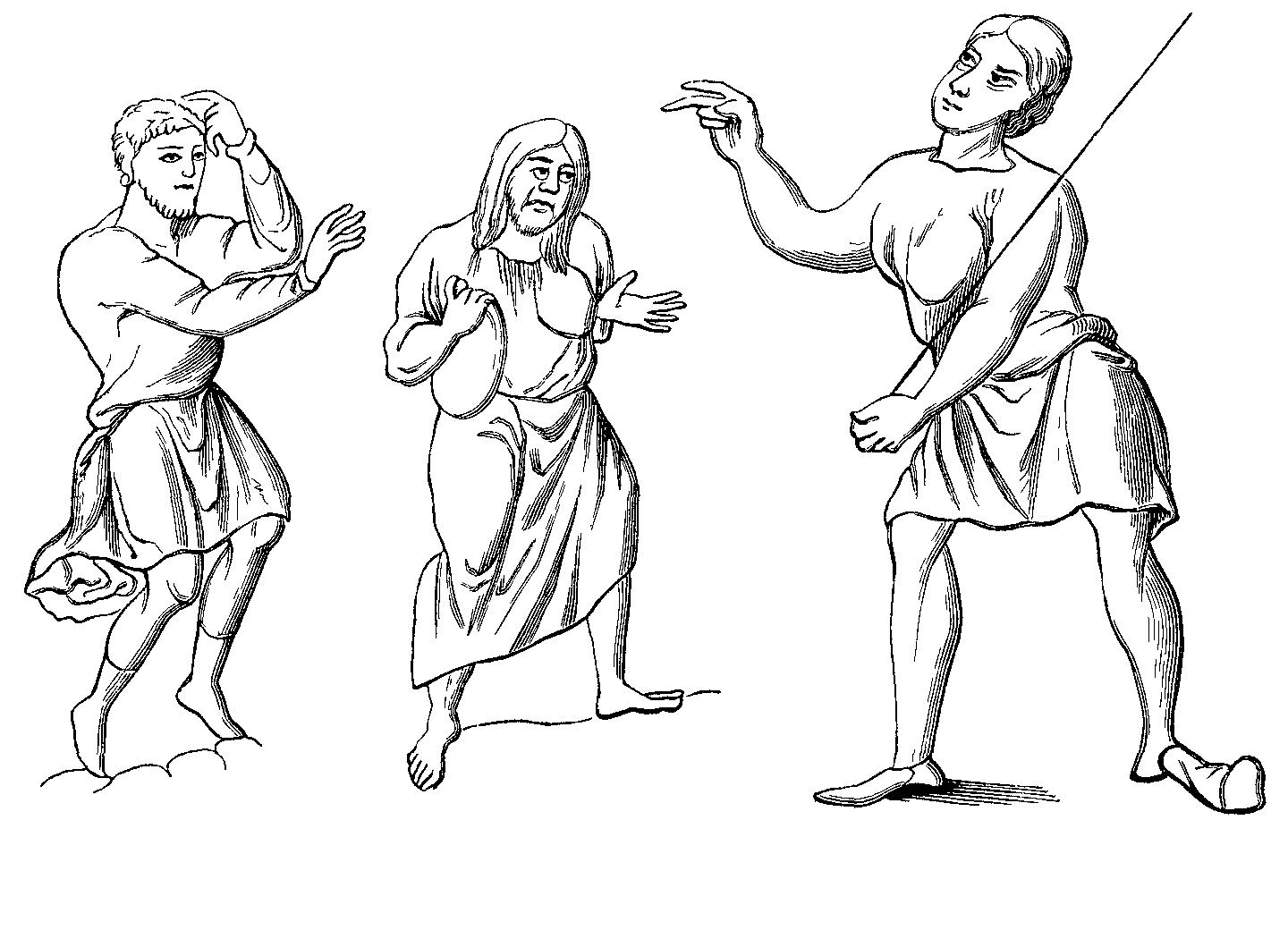
中世ヨーロッパの農奴の服装

農奴制（のうどせい、英: serfdom）は、一般的に封建制のもとで行われる統治制度。農奴（英: serf）はもともとヨーロッパ封建社会で強く領主に隷属し、「保有」された農民を指したが、強度の差はあれ、古代～中世唐代の中国や前近代の日本においても佃戸、小作人などとして論じることができる。しかし、奴隷との差異においても、何を基準に農奴とみるかは歴史学、経済学、法学などの学問の分野、さらに定義となる地域や時代によっても一様でない。農奴制の構成に共通する、領主と使役される小作人という関係以外では、一律に概要を説明せず下記では地域ごとの特徴を論ずるに留める。

## 歴史

### 農奴制の成立
農奴制に似た社会制度は、古代にも知られていた。古代ギリシャの都市国家スパルタのヘロテの地位は、中世の農奴に似ていた。古代ローマが地中海に勢力を広げた大帝国へと発展するにあたって、戦争捕虜などで安価に大量に供給された奴隷の労働に頼った大土地経営である「ラティフンディウム」が広まった。しかしながら、ローマ帝国が拡大期から停滞期へと移行するにあたって、奴隷の供給量が減少し、価格が上昇した。その結果、大土地所有者は、奴隷の代わりに没落農民を小作人として雇い入れ、「コロナートゥス」へと移行した。
紀元3世紀になると、ローマ帝国は労働力不足に直面するようになった。ローマの大土地所有者は労働力を提供するために奴隷の代わりに小作人としてローマの自由民に頼ることが多くなった。このような小作人たちは、やがてコロヌスと呼ばれるようになり、その地位は徐々に失われていった。もともとコロヌスとは、地主が小作人に土地の使用を許可し、その対価として農作物の一部を得るという相互関係であった。しかしディオクレティアヌスの時代に税制改革が行われ、これが小作人と地主の関係を変化させた原因だとする歴史家が多い。ディオクレティアヌス帝の治世下284年から305年にかけて、土地税と人頭税の増税のために、コロヌスを土地に結びつける勅令がいくつか出されたのである。ディオクレティアヌス帝の税制改革によって土地と住民は結び付けられ、農民が土地を離れることが困難となった。
3世紀末のディオクレティアヌス帝以降、借地人（コロヌス）は自由ではなく、縛られることになった。皇帝の関心は課税であり、借主の地位ではなかったが、それでも、それまで徐々に実践されていたことが法律化されたのである。自由借地人の消滅とともに、古典的なローマ時代の借地契約であるlocatio conductio reiは法律文書から姿を消した。
農民は領主から貸与された土地を自身で耕作するために拘束されて（領主の許可なく）移転の自由はなく、さらに賦役や貢納などの義務を負った。領主間の土地の売買、譲渡は、土地所有権の移動、つまり所有者の交代を意味した。
モーゼス・フィンリーは紀元前1000年から500年までの歴史をモデル化して要約できるとし、身分制度が連続した社会から、身分制度が奴隷と自由民という二つの端に束ねられた社会へと移行すると提案した。さらにローマ帝国のもとでその動きは逆転し、古代社会は次第に身分の連続体に戻り、中世社会へと変化していったと分析した。

### 全盛期
農奴制は自由民と共に中世ヨーロッパの農業労働を担っていた。実体としての奴隷制は中世を通して続いたが、奴隷はまれであり、主に家庭の奴隷の使用に限定されていた。スカンジナビアの大部分を含むヨーロッパの一部は、農奴制を採用することはなかった。
中世後期、農奴制は東ヨーロッパに拡大したが、ライン川以西では姿を消し始めた。13世紀から14世紀、西ヨーロッパでは、強力な君主、都市、経済の改善により、荘園システムが弱体化し、農奴制は1400年までに例外的な存在となっていた。
西ヨーロッパの農奴制は、経済、人口、および西ヨーロッパ諸国の領主と借り主の関係を支配する法律の変更によって、15世紀と16世紀に大部分が実態として消滅し、終止符がうたれた。
農奴制は西ヨーロッパより何世紀も遅れて東ヨーロッパに到達し、15世紀頃に支配的となった。それ以前の東ヨーロッパでは西ヨーロッパよりもはるかに人口が少なく、東ヨーロッパの領主は東への移住を促進するために農民を優遇する政策を適用していた。

### 衰退期
ノルマンディーでは農奴制は1100年までに姿を消していた。
フランスでは、1315年、ルイ10世が全ての人間は自由に生まれたと論じて、全ての農奴の解放を宣言した 。
フィリップ5世（1318年）による農奴廃止政策によってフランスでの農奴制は事実上終了した。いくつかの孤立したケースを除いて、農奴制は15世紀までにフランスに存在しなくなった。
イギリスでの農奴解放は1381年のワット・タイラーの乱に始まり、1500年にはイギリスの大部分で消滅していた。エリザベス1世が1574年に最後の残りの農奴を解放したときに完全な終焉を迎えた。
ヨーロッパの他の地域、カスティーユ、ドイツ、フランス北部、ポルトガル、スウェーデンでは自由権を求めた農奴が反乱を起こし、しばしば成功したが、法制度が変更されるまでには通常長い時間を要した。

## 概要
農奴は一般的に土地のある小さな家を借りていた。荘園領主との契約の一環として領主の畑での作業に時間を費やすことが期待されていた。先入観に反して契約はそれほど面倒ではなく収穫時の支援義務など、季節限定であることが多かった。残りの時間は、自分たちの利益のために自分たちの土地を耕作することに費やされた。農奴は領主の土地に縛られており、領主の許可なしにそこを離れることはできなかった。
農奴は、農産物、家賃を支払うことに加えて、他の労務を提供しなければならなかった。奴隷とは異なり、農奴は自らの財産を保持することができた。
農奴契約は純粋に一方向の搾取関係ではなく、荘園領主の土地が食料と安全を提供し、土地へのアクセスを保証すると同時に強盗の略奪から作物を守る意味もあった。
多くの場合、中世の農奴は荘園領地から都市や自治区に逃げて1年以上そこに住むことで自由を得ることができた。しかし、この行動は、土地の権利（耕作権、専有権）と農業の生計手段の喪失が含まれるため、領主が特に暴君的であるか、村の状況が異常に困難である場合に限られた。

## 農奴制の基本的な関係
農奴は個人的な財産や富を蓄積することができ、極一部の農奴は自由民より裕福になることもあった。経済的に余裕のある農奴なら、自由を買うこともできたという。
農奴は自分の土地で好きな作物を栽培することができたが、農奴の税金はしばしば小麦で支払わなければならなかった。余剰分は市場で売ることができた。
地主は正当な理由なく農奴の土地を取り上げることはできず、強盗や他の領主の略奪から農奴を保護し、飢饉の時には慈善事業によって農奴を支援することが期待された。
緊急時に経済的支援を受ける権利は中世社会の「en:Jus commune」（法体系の基礎となる普遍原理）から認めることができる。教会法は「貧しい者は余裕のあるものから支援される権利がある」という立場をとっていた。

### 領主
- 荘園保有層、貴族、教会、騎士

### 農奴
- 家族の形成、住居や耕具、財産の所有は認められる
- 耕作した土地の耕作権（占有権）は相続できる
- 領地外への転居、職業選択の自由は無く、自由権は非常に高価で領主への多額の上納によって獲得し得る物であるし、可否は金額の多少に留まらず政治的行政的な状況にもよった（例えば王室財政が逼迫した状況であれば多数が許可された）
- 不作時に領主から餓死を避ける為の支援が期待される

農奴は賦役の義務や、領主、教会に対して税を払う義務があった。

## 荘園の形態

### 古典荘園
- 直営地での賦役がある荘園
- 一部農民の保有地も認められるが、直営地への比重が大きい

### 純粋荘園
- 直営地より、農民の保有地からの生産物地代、貨幣地代にウエイトを置いた形態
- 生産力と農奴の地位の向上

## 地代の支払方法
労働地代
領主直営地において耕作に従事することで地代を支払う方法（賦役）
労働の果実たる生産物はすべて領主のものになるため、農奴の生産意欲は低い
生産物地代
自分の農場で生産される農産物を一部納める事によって地代を支払う方法（貢納）
物納した後の残った生産物は自分の物となり、自由に経済活動に使えることで、農奴の意欲の上昇をもたらす
貨幣地代
物納を廃し、貨幣によって地代を納める方法
貨幣経済の発達による。社会の経済活動が活発化される

## ヨーロッパにおける農奴制

### 概要
中世ヨーロッパにおいて、この時代の人は基本的に「祈る者」（＝聖職者）、「戦う者」（＝戦士的貴族）、「働く者」の 3 つの身分から構成されると考えられていた。封建的支配身分である前2者は、農民からの収奪の上に生活と活動が成り立った。この収奪は強制であり（経済外的強制）、収奪構造の維持のため、農民の土地への拘束や社会的・身分的な拘束を伴った。
農民の標準的な身分である農奴は、土地保有者である封建領主に人身的に隷属し、移動の自由をもたず、また、領主によって恣意的に課税されたが、古代の奴隷とは異なり、個人の財産を保有し、婚姻するなどの権利を有していたとされる。そのためマルクス経済学における史的唯物論（経済発展段階説）においては、中世封建制（農奴制）は、古代奴隷制よりも高次の発展段階と規定された。
西ヨーロッパにおいては、中世後期の貨幣経済の進展とともに自作農民化していった。
松原久子は「産業革命以前のヨーロッパの農民」の姿、生活として、「貴族の主人や大地主から搾取され、殴打され、もっと収穫をあげろといつも鞭で叩かれる農奴である。・・。藁の上に寝て、涙を流しながらパンを食べ、やっと一年に一度新しいズボンを、五年に一度一足の靴を手に入れることができる人たち。生涯一度も風呂に入らず、自立することなど考えたこともなかったから、読むことも書くこともできない人たち」 と述べている。

### 西ヨーロッパ地域
西ヨーロッパでは、荘園領主と荘民との関係がしばしば問題とされたが、その解決に慣習法としての荘園法（独: Hofrecht)）が示され、荘民の生活を律するまでに及んだ。その隷属的な身分は世襲とされ、農作以外の賦役労働や、フランスでは土地を離れることを防止するためのフォルマリアージュ（結婚税）、荘民が生活上で得た家畜や衣服などの動産財産を荘民死亡時に無条件に没収するマンモルト（死亡税）なども制度化されていた。
フランスやイングランドなど西ヨーロッパでは時代が下るにしたがって地代の支払い方法が、労働地代→生産物地代→貨幣地代と変わっていき、中世の終わり頃までには農奴制は解消されたとされる。

### 東ヨーロッパ地域
一方エルベ川以東の東ヨーロッパでは、中世末期において封建領主が農民の自由な移動を禁じるなど、農民に対する支配を再び強化させた。大航海時代以降は、西欧で商工業の発展が進む中、東欧は西欧に対する穀物供給地としての役割を果たした。こうして、西欧経済と結びつけられた形で、農奴制的な状況が創出された。

#### オーストリア
18世紀後半、東欧各国で啓蒙専制君主が出現して近代化政策を推進した。オーストリアでは皇帝ヨーゼフ2世が、1781年に農奴解放令を出して農奴制廃止を図ったが、貴族など抵抗勢力の反発を招き改革が頓挫したため、事実上農奴制は温存された。最終的には1848年革命によって農奴制は廃された。

#### プロイセン
プロイセンの農民は、王領地の農民、貴族の農場領主制の下におかれた世襲隷属民、西欧的な自立性の高い農民の3つに類型化できる。1807年、ナポレオン・ボナパルトに敗北した屈辱から始まった一連のプロイセン改革で、これらの農民に対する土地売買の自由などが規定され、職業選択の自由など人格的自由が確立した。
これらの改革は地主本位のものであり、農民は人格的自由は手に入れたものの、土地の多くは地主に与えられた。地主層は労働力を隷属農民から農業労働者に切り替え、資本主義経済に適応していった。こうしたことから、プロイセンでは土地貴族（ユンカー）がのちまで政治、社会の中心となった。

#### ロシア
中世のロシアでは、秋の「聖ユーリーの日」の前後2週間に限って合法的な移転が認められた。ただし、自己の領主に対して負債を抱えている場合には権利を行使できなかったため、実質上土地に拘束された状態であった。ところが、15世紀に入ると富裕な領主が負債を肩代わりする代わりに農民を自己の領地に引き抜くようになったことで中小領主の農地経営が圧迫されたことが社会問題化した。15世紀末にイヴァン3世が農民の移転を制限した法典（1497年法典）を定めると、のちのイヴァン4世も同様の法令を定め、領主による逃亡農民に対する無期限の捜索権と引き渡しの権利を認めるようになった。最終的には、17世紀に成立したロマノフ朝の初期（1649年）に制定された会議法典によって、農奴制の立法化が完了した。歴代皇帝は、ピョートル1世にみられるように、近代化を推進する財源を確保する必要性から（農奴制自体は近代化から逆行するが）農奴制を強化していった。しかし、民衆は激しく抵抗してより豊かな南部などへの逃亡を図るものも多かった。更に南部のドン・コサック軍は慣習法をたてに逃亡者の引き渡しに応じなかったために、彼らの軍事力に依存する部分が多かったロマノフ朝を悩ませる原因となった。1856年のクリミア戦争における敗北によって近代化の必要性を痛感したアレクサンドル2世が、1861年に農奴解放令を出したことで農奴制は廃された。

## 日本における農奴制
律令制度では五色の賎は百姓の3割を占めており、私奴婢は子孫に相続させることが可能であった。
室町期の在地領主などが欠落(かけおち)した百姓、下人などを連れ戻すことがあった。百姓は年貢を完納している場合、もとの領主に拘束されることはなかったが、下人は無条件に本主の下に戻された。
戦国時代、下人だけでなく百姓の人返しが分国法、人返し令書、朱印状として発布され、欠落の返還が拡大、強化された。
豊臣政権は兵農分離態勢を確立するために太閤検地、人身売買禁止令、人返し令、武家奉公人の身分統制等の政策を推進したが、これらの政策によって生産構造が奴隷制から農奴制に移行したとみなされ、中世から近世への時代区分になったとされている。「人身売買禁止令は、中世の奴隷制から近世の農奴制へと日本社会を発展させた革命的な政策の一つと見なされることになった」。
江戸時代に入ると逃散は厳しく禁じられ、移住も原則として認められなかった。
江戸時代の平均的農民は幕藩領主によって土地緊縛されているところから、広義における農奴とみなし、生産物地代負担という点から、狭くは隷属とする定説が広く認められている。
1557年、ガスパル・ヴィレラは日本には貴族と僧侶、農民の社会階層があると論じ、貴族と僧侶は経済的に自立しているというが、農民は前二者のために働き、自分たちにはごくわずかの収入しか残らない奴隷状態にあると述べている。
ポルトガル人は日本社会での農家使用人（小作人）を奴隷に分類した。コスメ・デ・トーレスは日本の社会について以下のように語っている。
コスメ・デ・トーレスは日本人の主人は使用人に対して生殺与奪の権力を行使することができるとして、ローマ法において主人が奴隷に対して持つ権利 vitae necisque potestas を例証として使い、日本における農民等の使用人の地位は奴隷のものであるとした。このように日本における小作人の地位は農奴ではなく奴隷とされた。
中世の日本社会では、百姓は納税が間に合わない場合に備えて、武家の検断人から自分や他人を人質として差し出すことを求められ、税金を全額完納出来ない場合は全ての資産家財を没収した上で人質が売却され奴隷身分へ落とされる等、農民から奴隷への身分落ちは普遍的に認められ、中世前期農村では農家の存続する平均世代数が3～4代である等、農家の維持は簡単な事では無かった。

### 下人と所従
戦国時代に来航したポルトガル商人は主従関係に拘束され自由でない身分を奴隷と考えており、ポルトガル人の理解する奴隷には様々な身分が含まれたことが指摘されている。
奴隷という用語が労働形態、社会集団を隠蔽することで、ポルトガル人が理解していた奴隷の概念の詳細が把握されてこなかった。
ポルトガル人は日本人が一般的な雇用形態とみなした年季奉公人も不自由な封建的主従関係である事から奴隷とみなすなど、各種奉公人はポルトガル人の基準では奴隷であった。ポルトガルでは不自由な主従関係における従属は奴隷であり、私的に使役される傭兵（武家奉公人）や銭雇いの雑兵も奴隷の名称で分類された。

### 年季奉公人
日本においては、中世に始まる下人（永年奉公）が年季奉公の形を取り始めるのが江戸期であり、農村奉公人、武家奉公人、町家奉公人などの種類によって分けられる。江戸時代の代表的奉公には、子子孫々に至るまでの事実上の永代の身売りつまり奴隷である譜代奉公、身代金を支払って請戻す本金返年季奉公、借金の担保に人質として奉公人を金主に渡し質流になれば上記の譜代奉公に転じる質物奉公、そして年季を定めた年季奉公があった。
江戸時代前期の主流は先祖から奴婢・下人の系譜を引く者や刑罰，年貢未納，永代身売り，誘拐，人質の質流れ等に因る終身又は永代の永年奉公や譜代奉公で、後期の主流は農村から都市への様々な形式の身売りに因る年限を限って売られた流入民であり、共に奉公人は人身売買の対象となったが、後者はより雇用関係要素が強い。江戸幕府は法律上は金銭による終身の奴隷契約を禁止したが、実際においては父や兄が子弟を売ることは普遍的且つ一般的に存在し結果的に終身になる事も珍しくなかった、また年限を限った主従契約である年季買いは非合法でなかった｡主人と奉公人との間には法律が適用されず家父長権に因る主人の私的制裁権が認められ、忠誠の関係があるべきものとされた。奉公人は主人を訴えることが許されず、日本国外で呼ぶところの奴隷であった｡
幕府は元禄11年(1698年)には年季制限を撤廃して永年季奉公や譜代奉公（永代の世襲身分）を容認した。
美濃国安八郡西条村の例では、1773年から1825年の間に奉公を経験した者は男子50.3%、女子62%に達した。(11歳に達した者に対する率)

### 時効・相続
貞永元年8月10日（1232年8月27日）に制定された御成敗式目では、賤民、下人等の雑人は（逃亡等から）10年以上放置すれば（人返しされなければ）所有権は無効と定められた。
本百姓と世襲的な借家・小作関係にある譜代下人も存在した。地方によっては家抱、門屋、庭子、内百姓、名子と呼ばれ、強い隷属性を特徴とし、村内での地位は農奴である水呑百姓以下の奴隷で、地域によって異なるが人口の10%程度存在していた。

### 作手、領主との請負関係
中世ヨーロッパの農奴は耕作した土地の耕作権および相続権を持ち、移動・職業の自由を金銭的に購入することができたが、中世日本の作手には耕作権、専有権しかないとの従来からの通説と、領主の持つ上級所有権に対して不文律的な下級所有権が一部にあったとの異説が混在する。
前者の説では、移動や職業選択が制限され耕作権しかもたない百姓は中世ヨーロッパの農奴と比較されてきた。
後者の説では不文律的な下級所有権を持つとされる本百姓は、自由権と土地所有権が成文法で保障された中世ヨーロッパの独立自営農民との対比が試みられてきた。但し、水呑百姓や下人の隷属的な請負関係は耕作権ではなく労働力の供出義務であるから影響しない。中世も時代が下り室町時代後期に至ると、土地の耕作権、占有権の売買が見られる様になる、これは前述の不文律慣習的な下級所有権の観念が無ければ行われない。
作手は有期耕作権、永作手は永代耕作権として区別する見解が有力であるが、一部に同一とする見方もある。

### 地主制度への移行
明治期、地租改正によって土地の私的所有権が成文法で確立されたが、高額な税率によって地主制度が形成された。
1947年、GHQは地主制度を解体するために農地改革を行った。財界人や皇族・華族といった地主層の抵抗が強く、GHQの威を借りる形で行われた。全農地面積の約47%が買収され、小作人の家に売り渡された。

## 南北アメリカ地域における農奴制
15世紀に始まる大航海時代から19世紀前半にかけて、イギリスを中心としたヨーロッパとアフリカとアメリカ大陸を結んで展開された（三角貿易）。当初は、西インド諸島やブラジルでのプランテーション経営の労働力として徴用され、やがてイギリスがバージニア植民地に入植するとアメリカ本土、特に南部で農奴や西部では金鉱採掘の労働力として利用された。アメリカ本土では、1865年のアメリカ合衆国憲法修正第13条の成立で終わったことになっている。

## アジア地域における農奴制
アジアの農耕社会の奴隷は、一般衆民とは労働の差異に関する制約がほとんどで農奴に近く、欧州に比べて権利が保証されていた。

### チベット
中国による編入以前にチベットに潜入した河口慧海・木村肥佐生・西川一三等により、チベット社会における農奴制をはじめとする詳細な報告がなされている。これらの報告によると、チベット人の主食である小麦を生産していたのは少数の貴族が所有していた荘園であり、その労働力は人間として扱われない農奴であったこと、これら農奴が現実の生活に対して疑念を抱かないように、輪廻転生と来世への因果の恐怖で信者を拘束していたことが記録されている。

## イスラム社会における農奴制

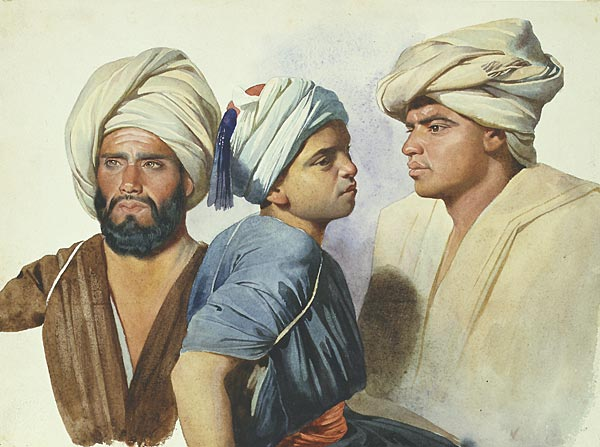
フェラー

農奴に相当する物としてフェラヒン（アラビア語:  فِلاحين ）がある。現代におけるアラビア語では普通に農民の意味として用いられているが、日本や欧米では「フェラー」（Fellah）としてイスラム社会における農奴あるいは小作人の意味で用いられている。
元々はアラブ人征服者が征服支配した土地に土着する農民をフェラヒンと呼び、支配された人々が実質的に奴隷として扱われたことから農奴としての意味合いで用いられるようになった。現代でも被征服者のエジプト民族に対する名称としてフェラヒンという呼び方が用いられることもあり、地方の農耕民の別称として扱われる場合もある。
イスラム社会では法制度として農奴制は明確な廃止をされないまま現代に至るため、欧米のように明確に農民と農奴が区別されることがなく曖昧なままである。

## 農奴制が公式に廃止された年月日
- ワラキア：1746年
- モルダビア：1749年
- ザクセン：1771年12月19日
- オーストリア：1781年1月11日（第一次、第二次は1848年）
- ボヘミア：1781年11月1日（第一次、第二次は1848年）
- バーデン：1783年7月23日
- デンマーク：1788年6月20日
- フランス：1789年3月11日
- スイス：1798年4月5日
- シュレースヴィヒ＝ホルシュタイン：1804年12月19日
- ポメラニア（スウェーデンの一部として）：1806年7月4日
- ワルシャワ公国（ポーランド）：1807年7月22日
- プロイセン：1807年9月10日（実際には1811年から1823年）
- メクレンブルク：1807年9月（実際には1820年）
- バイエルン：1808年8月31日
- ナッサウ（公国）：1812年1月9日
- ヴュルテンベルク：1817年11月18日
- ハノーファー：1831年
- ニーダーザクセン：1832年3月17日
- セルビア：1835年
- ハンガリー：1848年4月11日（第一次）、1853年2月3日（第二次）
- クロアチア1848年5月8日
- オーストリア：1848年7月9日
- ブルガリア：1858年（オスマン帝国の一部。事実上は1880年）
- ロシア：1861年2月19日
  - ウクライナ（ロシア帝国）：1861年3月17日
  - グルジア（ロシア帝国）：1864年から1871年
  - カルムイク（ロシア帝国）：1892年
  - エストニア（ロシア帝国）：1816年3月23日
  - クールラント（ロシア帝国）：1817年8月25日
  - リヴォニア（ロシア帝国）：1819年3月26日
- トンガ：1862年
- ボスニア・ヘルツェゴビナ：1918年
- アフガニスタン：1923年
- ブータン：1956年